# Johnny Thio
Johnny Thio (2. prosince 1944 Roeselare – 4. srpna 2008 Hooglede) byl belgický fotbalista, záložník.

## Fotbalová kariéra
V belgické lize hrál za Club Brugge KV. Nastoupil ve 291 ligových utkáních a dal 109 gólů. S týmem získal v roce 1973 mistrovský titul a v letech 1968 a 1970 belgický pohár. V Poháru mistrů evropských zemí nastoupil ve 3 utkáních a dal 2 góly, v Poháru vítězů pohárů nastoupil v 8 utkáních a dal 1 gól a v Poháru UEFA nastoupil v 11 utkáních a dal 3 góly. Za reprezentaci Belgie nastoupil v letech 1965-1972 v 18 utkáních a dal 6 gólů. Byl členem belgické reprezentace na Mistrovství Evropy ve fotbale 1972, získal s týmem bronzovou medaili za 3. místo, ale do utkání nenastoupil.

## Ligová bilance
| Ročník                     | Zápasy | Góly | Klub           |
| -------------------------- | ------ | ---- | -------------- |
| Jupiler Pro League 1963/64 | 30     | 12   | Club Brugge KV |
| Jupiler Pro League 1964/65 | 30     | 14   | Club Brugge KV |
| Jupiler Pro League 1965/66 | 30     | 14   | Club Brugge KV |
| Jupiler Pro League 1966/67 | 26     | 10   | Club Brugge KV |
| Jupiler Pro League 1967/68 | 27     | 11   | Club Brugge KV |
| Jupiler Pro League 1968/69 | 30     | 9    | Club Brugge KV |
| Jupiler Pro League 1969/70 | 24     | 13   | Club Brugge KV |
| Jupiler Pro League 1970/71 | 30     | 12   | Club Brugge KV |
| Jupiler Pro League 1971/72 | 30     | 9    | Club Brugge KV |
| Jupiler Pro League 1972/73 | 21     | 4    | Club Brugge KV |
| Jupiler Pro League 1973/74 | 7      | 1    | Club Brugge KV |
| Jupiler Pro League 1974/75 | 6      | 0    | Club Brugge KV |
| CELKEM 1. liga             | 291    | 109  |                |